# ساند فان روی
ساند فان روی (انگلیسی: Sand Van Roy) بازیگر، فیلم‌نامه‌نویس و وکیل مدافع حامی قربانیان خشنونت جنسی اهل هلند است. وی از سال ۲۰۰۷ میلادی تاکنون مشغول فعالیت بوده‌است و کارش را به‌عنوان یک مدل آغاز کرد و بعد به کمدی روی آورد.
در سال ۲۰۱۸ و در جریان پرونده‌های سوءاستفاده جنسی هاروی واینستین، او شکایتی علیه لوک بسون ارائه و وی را متهم به تجاوز جنسی نمود. وکیل لوک بسون اظهار داشت که موکلش همچنان این اتهام‌ها را رد می‌کند.
از فیلم‌ها یا مجموعه‌های تلویزیونی که وی در آن‌ها نقش داشته‌است، می‌توان به والرین و شهر هزار سیاره، تاکسی ۵ و نابغه اشاره نمود.